# Cucullanus longipapillatus
Cucullanus longipapillatus är en rundmaskart som beskrevs av Olsen. Cucullanus longipapillatus ingår i släktet Cucullanus och familjen Cucullanidae. Inga underarter finns listade i Catalogue of Life.